# 山崎雅夫
山崎 雅夫（やまさき まさお、1981年 - ）は、日本の経営学者。政策学博士(法政大学)。広島市立大学国際学部講師。

## 学歴
広島工業大学大学院工学研究科にて土木工学を専攻。2011年より、法政大学大学院イノベーション・マネジメント研究科 イノベーション・マネジメント専攻 MBA課程修了。2017年、法政大学大学院政策創造研究科 政策創造専攻 博士後期課程修了。

## 職歴
2005年、株式会社エイト日本技術開発。2012年、法政大学大学院の特任研究員となると同時にNPO 人財育成ネットワーク推進機構 事務局に務める。法政大学、立正大学などで非常勤講師を担当した後、現職。
2014年から2015年まで、公益財団法人 連合総合生活開発研究所「労働者教育のあり方に関する研究委員会」オブザーバーとしてデータ分析を担当した。2019年に法政大学に提出した博士論文が優秀と認められ、同大学より助成金が給付された。

## 著作等
- 『技術者直観形成論 : 理論と実践 』（法政大学出版局、2020年）

## 専門分野
- 経営組織論
- 人的資源管理論